# 泊客中国
《泊客中国》（英語：China Right Here）是天津电视台天津卫视旗下的一套栏目，为中文和英文双语的情景纪录片，讲述生活在中国的外国人的平生故事，用“人、事、情”三个角度传达信息，每周只播出一次，在星期六播出。

## 概况
2006年，天津电视台天津卫视提出构建《泊客中国》栏目的设想，随后进行紧锣密鼓的组织。2007年6月6日，天津卫视首次播出第一集，并且持续不断至今，节目在每周星期六播出，主持人是尹畅。
2009年，《泊客中国》联合天津卫视、凤凰卫视和凤凰新媒体开始为节目中的被采访嘉宾评选和颁奖，活动名为“泊客中国：中国因你而美丽”。

## 奖项
| 时间           | 届次   | 得奖者            | 国籍/原国籍  | 备注                                             |
| -------------- | ------ | ----------------- | ------------ | ------------------------------------------------ |
| 2009年11月14日 | 第一届 | 沙博理            | 美国         | 全国政协委员                                     |
| 2009年11月14日 | 第一届 | 寒春              | 美国         | 物理学家                                         |
| 2009年11月14日 | 第一届 | 穆斯塔法·萨法日尼 | 巴勒斯坦     | 外交官                                           |
| 2009年11月14日 | 第一届 | 中村京子          | 日本         | 国际主义战士                                     |
| 2009年11月14日 | 第一届 | 牧琳爱            | 美国         | 爱心使者                                         |
| 2009年11月14日 | 第一届 | 阿南史代          | 日本         | 历史学家                                         |
| 2009年11月14日 | 第一届 | 王格法·普拉扎     | 英国         | 京剧演员                                         |
| 2009年11月14日 | 第一届 | 徐勇              |              | 敦煌学家                                         |
| 2009年11月14日 | 第一届 | 寇阿那            | 莫桑比克     | 画家                                             |
| 2009年11月14日 | 第一届 | 施舟人            | 法國         | 汉学家                                           |
| 2009年11月14日 | 第一届 | 方芳              | 美国         | 爱心使者                                         |
| 2009年11月14日 | 第一届 | 爱中爱华一家      | 美国         | [ 1 ]                                            |
| 2009年11月14日 | 第一届 | 萨布瑞亚          | 德国         | 爱心使者                                         |
| 2010年9月20日  | 第二届 | 谢罗便臣          | 英国         | 亚洲动物基金创办人、黑熊拯救者                   |
| 2010年9月20日  | 第二届 | 乔治·夏勒         | 美国         | 美国动物学家、博物学家、自然保护主义者和作家     |
| 2010年9月20日  | 第二届 | 马悠夫妇          | 德国         | 天籽生物多样性发展中心创始人                     |
| 2010年9月20日  | 第二届 | 路乞              | 美国         | 法学家                                           |
| 2010年9月20日  | 第二届 | 马和励一家        |              | 云南山地遗产基金会创始人                         |
| 2010年9月20日  | 第二届 | 卢吉·科拉尼       | 德国         | 德国设计大师、“流线型”和“生态城”概念之父         |
| 2010年9月20日  | 第二届 | 比尔·波特         | 美国         | 美国当代作家、翻译家和汉学家                     |
| 2010年9月20日  | 第二届 | 龙安志            | 美国         | 政治经济学家、律师                               |
| 2010年9月20日  | 第二届 | 华新民            |              | 作家、民间古城保护人士                           |
| 2010年9月20日  | 第二届 | 吴若石            |              | 现代足部保健法创始人、足底按摩之父               |
| 2010年9月20日  | 第二届 | 青木阳子          | 日本         | 亚洲视障者教育协会、天津视障者日语培训学校创始人 |
| 2010年9月20日  | 第二届 | 吉勇夫妇          | 法國         | 慈善团体“济慈之家”创始人                         |
| 2010年9月20日  | 第二届 | 珍·古道尔爵士     | 英国         | 动物学家                                         |
| 2011年11月5日  | 第三届 | 马海德            | 美国         | 医学家                                           |
| 2011年11月5日  | 第三届 | 理查德·希尔斯     | 美国         | 汉字叔叔                                         |
| 2011年11月5日  | 第三届 | 乐安东、李旸情侣  | 荷蘭         | 语言学家                                         |
| 2011年11月5日  | 第三届 | 雨仁、傅果生情侣  | 法國         | 哲学家、艺术家                                   |
| 2011年11月5日  | 第三届 | 阎雷              | 法國         | 摄影家                                           |
| 2011年11月5日  | 第三届 | 李爱德            | 英国         | 历史学家                                         |
| 2011年11月5日  | 第三届 | 艾恺              | 美国         | 汉学家                                           |
| 2011年11月5日  | 第三届 | 尼克·史密斯       | 英国         | 指挥家、音乐教育家                               |
| 2011年11月5日  | 第三届 | 黄修志            | 加拿大       | 文物保护者                                       |
| 2011年11月5日  | 第三届 | 景秀              | 法國         | 道家                                             |
| 2011年11月5日  | 第三届 | 释延麦            | 法國/ 喀麦隆 | 少林寺非洲弟子                                   |